# ژاکوب اکرت
ژاکوب اکرت (انگلیسی: Jakob Eckert; ۱۸ اکتبر ۱۹۱۶ – ۵ ژوئن ۱۹۴۰) بازیکن فوتبال اهل رایش آلمان بود.
وی همچنین در تیم ملی فوتبال آلمان بازی کرده‌است.